# Fahrenheit 11/9
Pour les articles homonymes, voir Fahrenheit (homonymie).
Ne doit pas être confondu avec Fahrenheit 9/11.
Pour plus de détails, voir Fiche technique et Distribution.
Fahrenheit 11/9 est un film américain documentaire réalisé par Michael Moore, sorti en 2018. Il porte sur la présidentielle américaine qui a porté Donald Trump au pouvoir.
Le titre Fahrenheit 11/9 fait référence au 9 novembre 2016, lendemain des élections américaines et jour où la victoire de Trump a été annoncée, et à un de ses précédents films, Fahrenheit 9/11. Ce film n'est pas diffusé au cinéma en France où il ne sort qu'en vidéo à la demande.

## Synopsis
Le distributeur décrit le documentaire comme « un regard provocateur et comique sur notre époque », faisant référence à l'élection présidentielle américaine de 2016 et à la présidence ultérieure de Donald Trump. Le documentaire explore également deux questions : comment les États-Unis ont progressé vers la présidence Trump et comment « sortir » de l'ère de l'administration Trump ? 
En dehors de l'administration Trump, le documentaire plonge dans certains événements qui, selon Moore, sont liés ou inspirés par Trump, tels que la crise de l'eau à Flint en 2014 orchestrée par un gouverneur du Michigan, Rick Snyder, qui a changé la source du lac Huron, ce qui a entraîné la manifestation de la Marche pour nos vies à travers les États-Unis, appelant à des mesures de contrôle des armes à feu et critiquant les politiciens qui reçoivent des dons de campagne de la National Rifle Association of America. Il critique également la visite de Barack Obama à Flint pour n'avoir pas répondu aux attentes des citoyens de Flint qui s'attendaient à recevoir une aide fédérale après la visite.
Moore compare également la montée en puissance de Trump à celle d'Adolf Hitler et du parti nazi, à l'instar de l'incendie du Reichstag avec les attentats du 11 septembre, compare les discours de haine de Hitler contre différentes ethnies, religions et orientations sexuelles à certains commentaires de Trump, et présente des cas récents de violences raciales non provoquées prétendument inspirées par Trump. Il conclut que la Constitution des États-Unis ne protège plus le peuple des riches et des puissants, et que le rêve américain n'est plus qu'un simple rêve. Il cite ses précédents documentaires, Roger and Me, Bowling for Columbine et Capitalism: A Love Story, qui ont également mis en lumière des injustices sociales et politiques impunies. Après Ronald Reagan, Bill Clinton, George W. Bush et Barack Obama, le pays avait besoin de voir un président comme Trump pour se rendre compte de la réalité de ce qu'il croit que les États-Unis d'Amérique sont vraiment devenus : un pays qui ne vaut pas la peine d'être sauvé, mais qui recommence à zéro.

## Distribution
Dans leur propre rôle et par ordre alphabétique
- Roger Ailes (images d'archives)
- Brooke Baldwin
- Ashleigh Banfield
- Steve Bannon
- Roseanne Barr
- Joy Behar
- Joe Biden
- Wolf Blitzer
- John Boehner
- John Bolton
- Barbara Bush
- George W. Bush (images d'archives)
- Jeb Bush
- Bill Clinton
- Hillary Clinton
- George Clooney
- James Comey
- Kellyanne Conway
- Anderson Cooper
- Ted Cruz
- Betsy DeVos
- Tasha Dixon
- Rodrigo Duterte
- Katie Endicott
- Emma González
- Mark Halperin
- Elisabeth Hasselbeck
- Adolf Hitler (images d'archives)
- David Hogg
- Alex Jones (images d'archives)
- Kim Jong-un (images d'archives)
- Jim Justice
- Cameron Kasky
- Megyn Kelly
- Larry King
- Jared Kushner
- Matt Lauer
- Jenifer Lewis
- Bill Maher (images d'archives)
- Marla Maples
- Chris Matthews
- Michael Moore
- Benito Mussolini (images d'archives)
- Jay O'Neal
- Bill O'Reilly (images d'archives)
- Barack Obama
- Michelle Obama
- Alexandria Ocasio-Cortez
- Richard Ojeda
- Nancy Pelosi
- Karen Pence
- Mike Pence
- John Podesta
- Vladimir Poutine
- Charlie Rose
- Marco Rubio
- Paul Ryan
- Bernie Sanders
- Joe Scarborough
- Chuck Schumer
- Bob Simon (images d'archives)
- Rick Snyder
- Timothy Snyder
- Gwen Stefani
- George Stephanopoulos
- Roger Stone
- Chuck Todd
- Donald Trump III
- Barron Trump
- Donald Trump (images d'archives)
- Eric Trump
- Ivanka Trump
- Melania Trump
- Barbara Walters
- Wendy Williams

## Distinctions

### Récompenses
- Razzie Awards 2019[2] :
  - Pire acteur pour Donald Trump
  - Pire second rôle féminin pour Kellyanne Conway
  - Pire combinaison à l’écran pour Donald Trump et « sa mesquinerie perpétuelle »

### Nominations
- Razzie Awards 2019[3] :
  - Pire second rôle féminin pour Melania Trump
- Writers Guild of America Awards 2019[4] :
  - Meilleur scénario de film documentaire pour Michael Moore